# 돌격! 파워팀
돌격! 파워팀은 BKN이 제작한 TV 애니메이션 시리즈이다. 1990년부터 1991년까지 USA 네트워크에서 총 26화로 방영되었다.
대한민국에서는 1995년 1월 3일부터 1995년 2월 23일까지 SBS에서 방영되었다.

## 방영 에피소드 목록
1. 우리는 토마토가 없어
2. 방글라데시의 보물
3. 홀리웨이드를 위한 만세
4. 마을의 새 갱
5. 탄 고무
6. 스피드웨이 폭행
7. 터프 전쟁
8. 큰 포텐슈타인
9. 밀버그에 오다
10. 플러그를 뽑다
11. 사오정
12. 게임 세계로 돌아가다
13. 터널
14. 거래 조작
15. 크리스 크로스 더블 크로스
16. 조니가 학교에 머무른 날
17. 기차 게임
18. 비디오 바이러스
19. 남자와 그의 벨트
20. 슬라이스 & 주사위
21. 빅씨의 신부
22. 어쨌든 누가 게임 세계인가?
23. 스키 패트롤
24. 모두의 가장 큰 습격
25. 황금 조이스틱
26. 부랑자

## 주제가
- 오프닝과 엔딩: 돌격 파워팀 주제가